# Aktan Abdykalykov
Aktan Abdykalykov (1957, Kirguistán) es un director de cine kirguiz.
Esto es lo que recuerdo (2022) fue seleccionada como la candidata kirguís a la mejor película internacional en los Premios Óscar 2024.

## Filmografía

### Director
- Gde tvoy dom, ulitka? (1992)
- Sel'kincek (1994)
- The Adopted Son (1998)
- Maimil (2001)
- The Light Thief (2010)
- Mother's Paradise (2011)
- Centaur (2017)
- Esto es lo que recuerdo (2022)

## Premios
Ha recibido 20 premios y 7 nominaciones.